# Halloween (American Horror Story)
"Halloween" es un episodio de dos partes, consistiendo en el cuarto y quinto episodio de la primera temporada de la serie American Horror Story. La primera parte se estrenó el 26 de octubre de 2011, y la segunda el 2 de noviembre de 2011. La parte 1 fue escrita por James Wong y la parte 2 fue escrita por Tim Minear; ambos fueron dirigidos por David Semel.

## Trama

### Parte 1

#### 2010
En 2010, Chad (Zachary Quinto) y Patrick (Teddy Sears), una pareja gay, son dueños de la casa. Chad está preparando la casa para una fiesta de Halloween, mientras que Patrick se va al gimnasio. La pareja tiene una relación tumultuosa, agravada por sus finanzas; están tratando de vender la casa. Después de pelear por las infidelidades de Patrick y la actitud de falta de amor de Chad, Patrick se va para comprar un disfraz. Chad está en el comedor cuando aparece el Hombre de Goma en la habitación. Chad piensa que es Patrick e intenta disculparse, pero el Hombre de Goma lo ataca y le rompe el cuello. Patrick luego camina a la habitación vestido con un traje de vaquero y es sorprendido por el Hombre de Goma.

#### 2011
Vivien (Connie Britton) llama a un oficial de patrulla llamado Luke (Morris Chestnut) para que instale más mecanismos de defensa en la casa, y los dos parecen tener algo de química. Los Harmon contratan diseñadores de interiores para ayudar a que la venta de la casa se facilite, confundiendo a Chad y Patrick como los diseñadores. Chad le dice a Vivien que una vez atrapó a Patrick engañándolo al fijarse la cuenta telefónica, sugiriendo que ella haga lo mismo. Mientras tanto, Larry (Denis O'Hare) acosa a Ben (Dylan McDermott), demandando su pago por asesinar a Hayden (Kate Mara) pero Ben lo rechaza. Ben se pone de acuerdo en continuar las sesiones con Tate (Evan Peters), pero solo fuera de la casa.
Addie (Jamie Brewer) discute con Constance (Jessica Lange) sobre querer un vestido como una "chica bonita" para Halloween. Constance se ríe de ella, pero luego le compra un disfraz de "chica bonita" para hacer las paces con ella. Mientras está pidiendo caramelos, Addie es golpeada por un coche. Constance intenta llegar con ella hasta el patio de los Harmon antes que muera, así Addie puede acosar la casa. Violet (Taissa Farmiga) se encuentra con Tate y le demanda saber qué hay en el sótano. Tate le dice que todavía está la abominación viviente creada cuando el Dr. Montgomery (Matt Ross), loco, trató de volver a la vida a su hijo desmembrado al juntar piezas con varias partes de animales.
Enfrentada a Ben, que está mintiendo, Vivien demanda que se vaya. De repente, el bebé patea - una imposibilidad, ya que Vivien tiene solo ocho semanas de embarazo. En el hospital, un ultrasonido revela que el bebé está más desarrollado de lo que debería. La enfermera colapsa después de ver al bebé en pantalla.
En la noche de Halloween, cuando "los muertos pueden caminar libremente", Moira (Frances Conroy) visita a su madre, quien está en coma en un hospicio, y desconecta la máquina que la mantiene con vida, pero no es capaz de pasar con el espíritu de su madre. Violet, a solas en la casa mientras sus padres están en el hospital, escucha a Larry tocar la puerta. Ella llama a su padre, que le dice que espere a que regresen. Violet corta el teléfono, sin notar que el Hombre de Goma está detrás de ella.
Cuando los Harmon regresan del hospital, encuentran la casa asaltada y Violet desaparecida. Ben responde un golpe en la puerta, encontrando el fantasma de Hayden (Kate Mara) de pie, cubierta de tierra.

### Parte 2
Cuando Larry se va, Violet sube las escaleras. El Hombre de Goma, inadvertido, también desaparece. Violet ve a Tate bajo la ventana de su habitación y ambos tienen una cita. Ben y Vivien regresan a la casa buscando a Violet, pero después ella la llama para asegurar que está a salvo, Vivien le permite quedarse donde está. Tate y Violet van a la playa y él le cuenta que la secundaria fue un tiempo horrible para él. Cinco adolescentes con sangre y destrozados aparecen y acosan a Tate, lo que provoca que se vaya con Violet.
Ben cierra la puerta y descubre que Larry está afuera y lo ataca, creyendo que el asesinato de Hayden fue actuado, y que ambos están intentando extorsionarlo. Larry se da cuenta de que Hayden ha regresado como un fantasma, pero Ben no lo escucha y amenaza con matarlo si lo ve de nuevo. De vuelta dentro de la casa, Vivien reitera su deseo para que Ben se vaya, y prepara un baño. Hayden la llama por teléfono y discuten, terminando con un mensaje acosador de Hayden, diciéndole a Vivien que le pregunte a Ben sobre Boston, apareciendo un cartel en el espejo con vapor. Vivien le cuenta a Ben que Hayden está en su casa. Ben encuentra a Hayden en el sótano, pero Larry lo golpea con una pala. Larry ata a Ben, planeando quemar la casa, pero el fantasma de Chad interrumpe. Nora (Lily Rabe) desata a Ben, instándolo que salve a su hijo. Le aparece Hayden a Vivien, y se sorpenden cuando ambas se dan cuenta de que están embarazadas. Hayden ataca a Vivien con un pedazo de cristal pero es detenida por Ben, quien es obligado a admitir que embarazó a Hayden meses después que Vivien descubriera la aventura. Al haber oído la alarma, Luke llega a la casa y arresta a Hayden. Después de hablar con Luke, Hayden desaparece de su auto. Mientras tanto, Ben empaca sus cosas y tristemente deja la casa.
Los adolescentes encuentran a Tate y Violet, pero Tate protege a Violet al hacer que lo persigan. Constance toma a Violet y la lleva a su casa, revelando que Addie está muerta y que Tate es su hijo. Los adolescentes alcanzan a Tate y son revelados como fantasmas de Westview High, quienes fueron asesinados en un tiroteo que cometió Tate hace años. Los fantasmas, con furia demandan saber por qué los asesinó y que admita lo que hizo, pero Tate no puede recordar nada sobre ellos. Uno de los fantasmas dice que sí ella hubiera vivido, ahora tendría 34 años, mucho mayor de lo que Tate parece ser. Con la noche de Halloween terminando, los adolescentes se van solemnemente.
Los otros fantasmas, incluyendo a Moira, Chad, Patrick, Troy y Bryan (los fantasmas del primer episodio), Gladys y Maria (los fantasmas de las enfermeras) y Nora, regresan a la casa.

## Producción
La parte 1 fue escrita por James Wong y la segunda parte fue escrita por Tim Minear; ambos fueron dirigidos por David Semel.
Con respecto a la casa y sus fantasmas, el cocreador de la serie Ryan Murphy habla como si la casa de los Harmon estuviera viva. "Una de las cosas sobre la casa que estamos tratando de decir," dice, "es que la casa siempre tiene algún tipo de inteligencia clarividente en que sabe exactamente el momento adecuado para enviar a los no-muertos para molestar a los que viven en la casa. La casa sabe de que tienes miedo y te asustará. La casa también sabe lo que necesitas escuchar y ella te lo dará. Por eso, los tiempos de ella, es casi lo que está pasando en las vidas personales de los personajes es lo que evoca los espíritus."
Sobre el personaje de Chad, Murphy le gustó que Zachary Quinto lo tuviera: "Creo que hay una gran tristeza que él [Quinto] hace a alguien a quién de alguna manera le dio todo por algo, y luego no sale como tus nociones preconcebidas. Creo que él interpreta bien esa frustración. También amo su conexión con Vivien en que él y Vivien son adictos al sexo. Así que hay un gran dolor y frustración en amar a alguien con esa situación y también el '¿Por qué te quedas?' Creo que él creo este mundo y niños en el futuro y también me gusta la furia de ello."

## Recepción y ratings
Matt Fowler le dio a la primera parte un puntaje de 8. Todd VanDerWerff le dio a la primera parte una C+. Premió la segunda parte con una B.
La Parte uno fue vista por 2.96 millones de espectadores, y tuvo un índice de audiencia de 1.7. La segunda parte tuvo una puntuación de 1.6.